# Ex (editor de texto)
Ex es un editor de texto de comandos. Inicialmente incluido en BSD este editor fue una mejora del editor ed, su interfaz es un poco más amigable. Es un editor de texto de comandos de pantalla completa. Cuando se introduce un comando en vi en realidad lo que hace es llamar a ex. Los comandos de ex y vi son parecidos. El sinónimo de ex en sistemas HP-UX es e.

## Comandos de ex
- - (obsoleto) suprime la interfaz interactiva
- -s (XPG4) suprime la interfaz interactiva
- -l cambia la configuración de editor lisp
- -r recupera ciertos ficheros después de un fallo del sistema
- -R modo de solo lectura
- -t edita el fichero que tenga un tag específico
- -v invoca a vi
- -w cambia la configuración de la ventana
- -x configuración del modo cifrado
- -C opción de cifrado
- fichero: para editar un fichero.

- Datos: Q284328